# Кыргыз почтасы
Открытое акционерное общество «Кыргыз почтасы» (кирг. «Кыргыз почтасы» ачык акционердик коому) — киргизская компания, оператор национальной почтовой сети. Штаб-квартира — в Бишкеке. Член Всемирного почтового союза.

## История
Государственное предприятие «Кыргыз почтасы» создано Постановлением Правительства Киргизской Республики в 1992 году. В мае 2003 года проведена перерегистрация предприятия, принят Устав.  В июле 2022 года Постановлением Кабинета Министров Кыргызской Республики №203 от 08.04.2022 года было принято решение реорганизовать Государственное предприятие «Кыргыз почтасы» при Министерстве цифрового развития Кыргызской Республики ( до 2021 г. предприятие было при Министерстве транспорта и коммуникаций КР) путем преобразования в Открытое акционерное общество «Кыргыз почтасы» с сохранением 100 процентов акций в государственной собственности.
На базе управлений почтовой связи создана сеть филиалов «Кыргыз почтасы», внедрена единая система управления региональными структурами почтовой связи на основе единых учётных принципов бухгалтерского, налогового и управленческого учёта.

## Структура
ГП "Кыргыз почтасы" включал в себя : 4 почтовых филиала, филиал «Бишкекский почтамт», филиал «Центр международной и внутриреспубликанской перевозки почты», 37 районных филалов, 7 городских филиалов, 870 отделений связи (192 — городских, 678 — сельских).
С 2022 года главой ОАО «Кыргыз почтасы» является Председатель правления. ОАО «Кыргыз почтасы» находится на самобюджетировании. Организация имеет Центральный аппарат и 4 филиала: ЦМПОЛ, Южный, Северный и Восточный региональные департаменты. 40 районных филиалов, около 867 отделений связи, около 3000 сотрудников по всей Киргизии.
Функционирует одно передвижное отделение связи, которое обслуживает труднодоступные населенные пункты Тонского района.
В состав центрального аппарата ОАО «Кыргыз почтасы» входят:
- 1 ед. - Председатель правления
- 4 ед. - Заместители председателя Правления
- Советник
- Секретарь
- Пресс-служба
- Отдел человеческих ресурсов
- Управление бухгалтерского учёта и отчетности
- Управление по инвестициям и развитию
- Отдел международного сотрудничества
- Управление по хозяйственной части
- Управление планирования и экономического анализа
- Отдел международных взаиморасчетов и тарифной политики
- Отдел управления имуществом и арендныз отношений
- Отдел по социальным выплатам
- Отдел почтовых услуг и внутренней логистики
- Управление финансовых услуг (денежные переводы, прием платежей, государственные услуги)
- Отдел подписки
- Управление по IT
- Отдел почтовой продукции
- Служба по эксплуатации отделений связи
- Отдел почтовой безопасности и качества
- Общий отдел (документооборот)
- Юридический отдел
- Отдел внутреннего аудита и управления рисками
- Сектор закупок
- Сектор обучения и методологии

## Деятельность

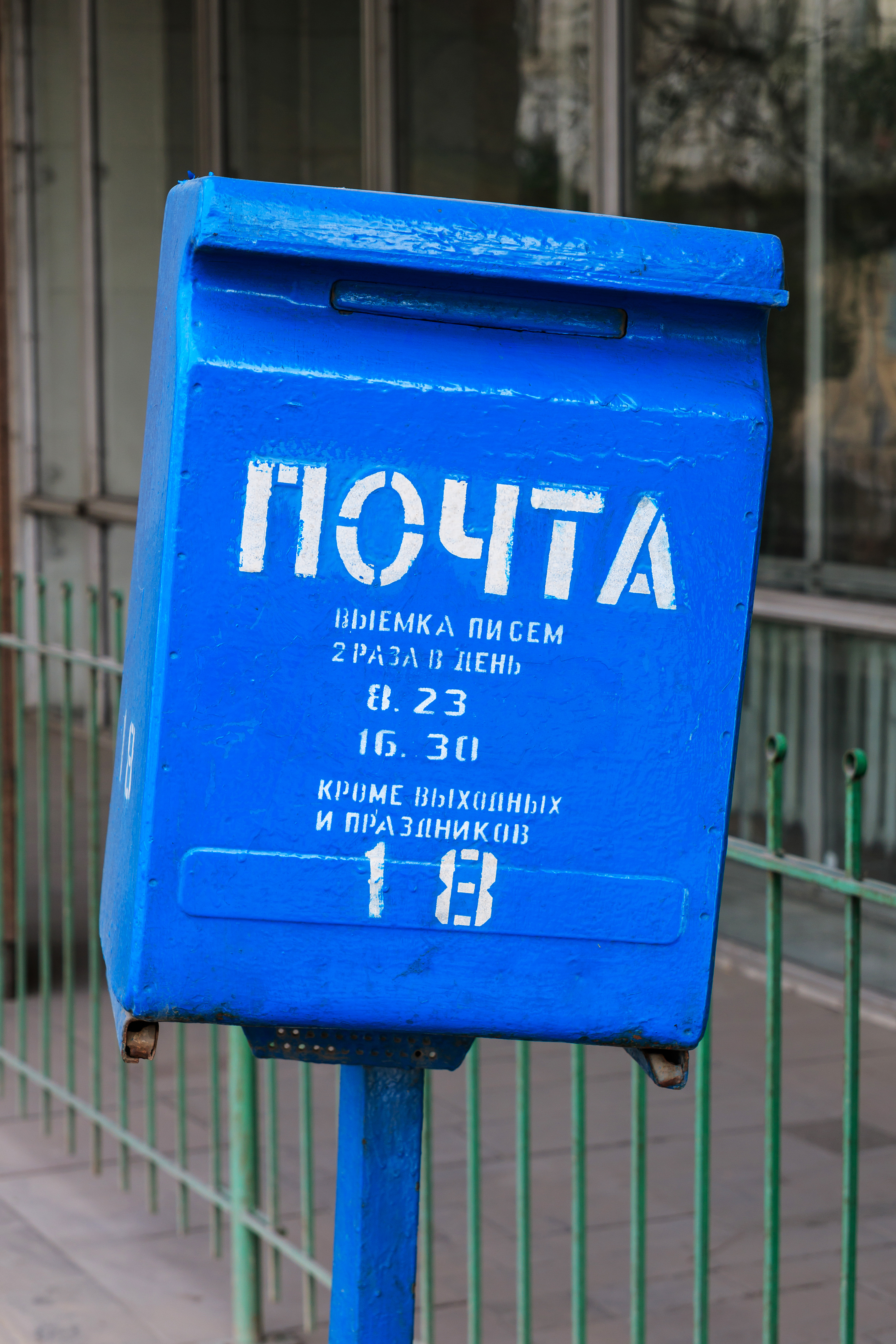
Почтовый ящик в Бишкеке

«Кыргыз почтасы» оказывает услуги на всей территории Киргизской Республики, включая все города и сельские населенные пункты. Один из самых больших трудовых коллективов почтовых работников в республике — около 3000 сотрудников. Ежегодно почтовые работники Киргизии принимают и доставляют письма, посылки, принимают и оплачивают денежные переводы, также доставляют пенсии и пособия, имеется функция оплата коммунальных услуг, услуг сотовой связи и др. онлайн через сайт и оффлайн .
Почта доставляется во все уголки республики согласно установленному регламенту: 5 раз в неделю до областных и районных центров и городов, 3 раза в неделю до отделений связи. Протяженность маршрутов в обе стороны составляют свыше 25 тысяч километров.
Почта Киргизии работает над расширением спектра предоставляемых услуг. Только в 2010 году внедрены услуги по приему платежей за технический осмотр автомашин, резервирование и доставка авиа, железнодорожных билетов, реализация лотерейных билетов. Заключен договор с Департаментом регистрации коммерческих и юридических лиц и актов гражданского состояния при Государственной Регистрационной службе.
Почта активно работает не только над расширением спектра услуг, оказываемых населению, но и над повышением качества. В целях повышения качества почтовых услуг, ОАО «Кыргыз почтасы» проводит мероприятия, направленные на оптимизацию работы сети почтовой связи, повышение системы подготовки и повышения квалификации кадров, повышение социальной защищенности работников.
Каждый год проводится празднование Всемирного дня почты, в рамках которого проводится конкурс эпистолярного письма среди школьников. Тематику выбирает Всемирный почтовый союз.
В отделениях связи можно оплатить коммунальные услуги, оплатить штрафы ГУБДД, оплатить плату за проведение технического осмотра автомашин, получить и погасить микрокредиты ОАО «Айыл банка», ЗАО «ФИНКА Банк» и др. приобрести авиа, железнодорожные и автобусные билеты по всем направлениям, приобрести театральные билеты, товары народного потребления и канцелярские товары. Кроме того, в центрах общественного доступа желающие могут выйти в Интернет, отправить и получить электронную почту, распечатать документ, снять ксерокопию.
К системе приема платежей в режиме онлайн подключены 25 филиалов, в том числе ЦМВРПП и головной офис ОАО«Кыргыз почтасы». Прием платежей осуществляется также в подведомственных отделениях связи с последующей передачей информации в автоматизированные пункты приема платежей по телефону.